# Acrolophus clarkei
Acrolophus clarkei är en fjärilsart som beskrevs av Hasbrouck 1964. Acrolophus clarkei ingår i släktet Acrolophus och familjen Acrolophidae. Inga underarter finns listade i Catalogue of Life.